# Tworkowa
Tworkowa – wieś w Polsce położona w województwie małopolskim, w powiecie brzeskim, w gminie Czchów.
W pobliżu wsi przebiega DK75 z Krakowa do Nowego Sącza.
W roku 2021 Tworkowa liczyła 1109 mieszkańców, z czego 49,5% stanowiły kobiety, a 50,5% mężczyźni.

## Historia
W 1595 roku wieś położona w powiecie sądeckim województwa krakowskiego była własnością kasztelanowej krakowskiej Anny z Sieniawskich Jordanowej.
W czasie okupacji niemieckiej mieszkająca we wsi rodzina Stalmachów udzieliła pomocy Frydzie i Oskarowi Haber. W 1990 roku Instytut Jad Waszem podjął decyzję o przyznaniu Annie, Adamowi i Janowi Stalmachom tytułu Sprawiedliwych wśród Narodów Świata.
W latach 1975–1998 miejscowość administracyjnie należała do województwa tarnowskiego. Integralne części miejscowości: Dział, Łacnowa, Rożnówka, Zeliny.
W miejscowości znajduje się parafia pw. Matki Bożej Fatimskiej.